# Милоградовка (река)
Милогра́довка — река в Приморском крае.
До 1972 года имела китайское название Ванци́н (или Ван-Чин или Ванчия́). Переименована после вооружённого конфликта за остров Даманский.
Река образуется слиянием трёх небольших горных речек — ключа Ветвистого, Прямого и Длинного, стекающих с отрогов горы Фасольная (южный отрог Сихотэ-Алиня), течёт на юго-восток и близ села Милоградово впадает в бухту Милоградовку Японского моря.
Сёла Ольгинского района расположены на правом берегу реки: Лиственная (12 км до устья) и Милоградово (6 км до устья).

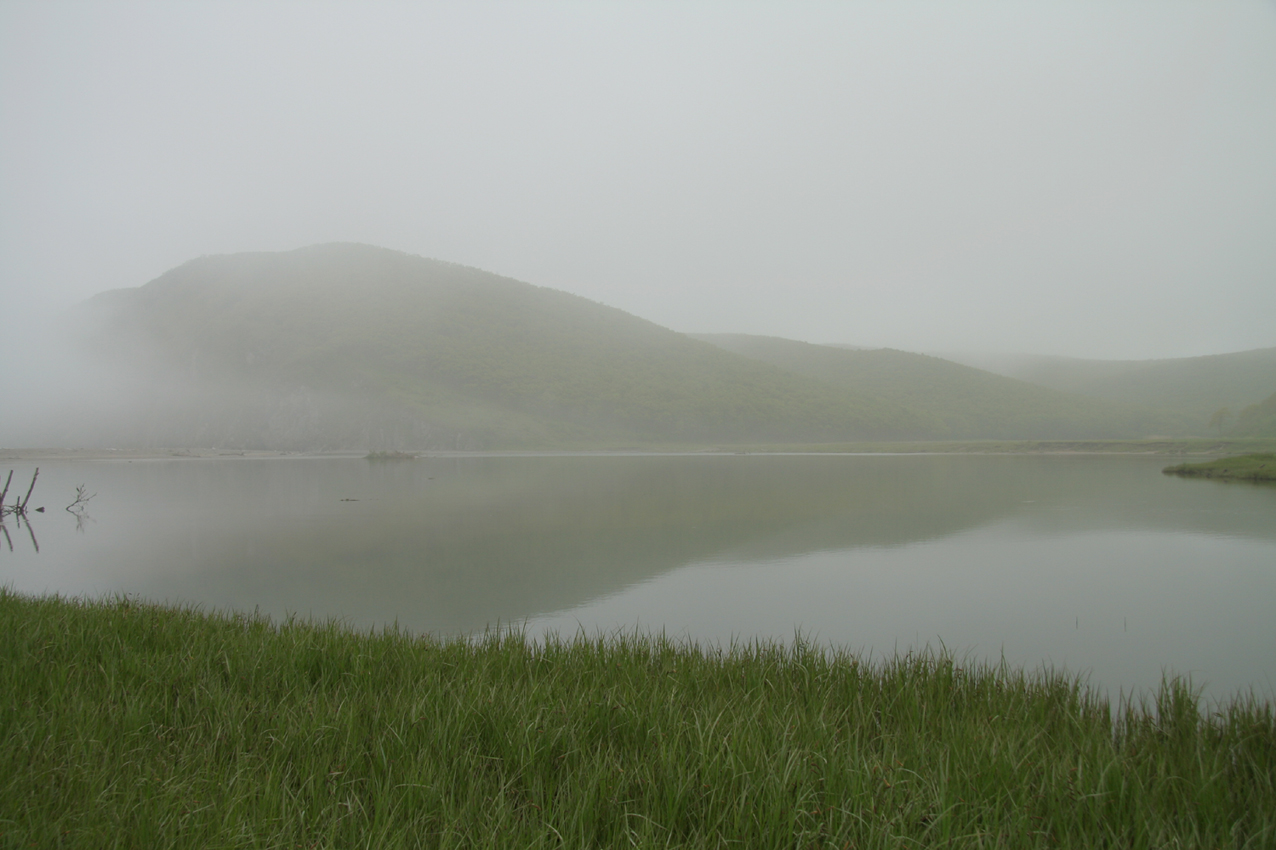
Река Милоградовка

Длина реки около 55 км, площадь бассейна 969 км².
Основные притоки: Сухая речка (длина 17 км), Лиственная (18 км), Вербная (25 км).
В верхнем течении река протекает по дну узкой и глубокой лесной горной долины, крутые и высокие её склоны сильно расчленены боковыми долинами притоков реки. Пойма почти отсутствует. Русло реки извилистое, умеренно разветвлённое. В русле много небольших галечных островов (длина 30-150 м, ширина 10-13 м).
Долина Милоградовки имеет характерную особенность — русло реки глубоко врезано с образованием крутых, местами скальных бортов высотой 2 — 12 м.
В среднем течении река протекает по дну асимметричной, частично залесённой, пойменной долины, до села Милоградово пойма лесная, ниже — луговая. Сильно извилистое русло значительно разветвлено, в нём много каскадных водопадов и галечных островов больших размеров (длина 0,3-1,5 км, ширина 50-30 м).
На берегу реки расположен минеральный источник. Наиболее посещаемый из них находится недалеко от дороги, в 15 км от села Лиственное. Река также изобилует красивыми порогами и водопадами, включая самые высокие в Приморье — водопад «Поднебесный», представляющий собой каскад из трёх водопадов, высотой 19, 25 и 15 м соответственно (общая высота 59 м) и водопад «Жало Змеи», также каскадный (общая высота 43 м).
Минеральный источник находится на её правом берегу, у юго-восточной границы национального парка «Зов тигра».